# Passo a due (film)
Passo a due è un film del 2005 diretto da Andrea Barzini. 
Il protagonista della pellicola è il ballerino albanese Kledi Kadiu, divenuto popolare in Italia grazie alle trasmissioni di Maria De Filippi.

## Trama
Beni è un ballerino albanese, giunto in Italia con un gruppo di connazionali, nell'illusione di poter debuttare nel mondo dello spettacolo, che lui conosceva solo in televisione. Giunto in Italia, però, viene ingaggiato da un gruppo di sfruttatori senza scrupoli, che lo fanno esibire in spettacolini squallidi in locali ambigui. 
In seguito Beni riesce a liberarsi da quella situazione ed entrare in un vero corpo di ballo, dove conosce la bella Francesca, di cui si innamora. Ma per riuscire ad avere il permesso di soggiorno per rimanere in Italia, Beni si vedrà costretto ad affrontare una infinita serie di difficoltà, arrivando anche a scendere a compromessi con sé stesso, ma senza mai perdere la voglia di ballare.